# Henri de Campion
Pour les articles homonymes, voir de Campion.
Henri de Campion (9 février 1613-11 mai 1663) est un militaire et mémorialiste français.

## Biographie
Il faisait partie d'une fratrie de trois, l'aîné, Alexandre (1610-1670), figura dans les intrigues de la Fronde et écrivit aussi des Mémoires et un Recueil de lettres pour servir à l'histoire des hommes illustres.
Le benjamin (1616-1670) est curé de Saint-Pierre de Vert-sur-Avre et prieur de Sainte-Marguerite du Buisson.
Destiné dès l'enfance à la carrière des armes, Henri de Campion servit en Lorraine, en Franche-Comté sous les ordres de duc de La Force, La Valette, Bernard de Saxe-Weimar et Longueville ; puis en 1638, en Roussillon sous Schomberg, et sous d'Harcourt en Piémont (1640-1641). Il décrit ce général comme impitoyable. De Campion s'attacha au duc de Beaufort.
Compromis en 1643 avec le duc de Beaufort dans le complot contre la vie de Mazarin au cours de la Cabale des Importants, il quitta la France pendant quatre ans, puis se rapprocha un peu plus du duc de Longueville, avec lequel il rentra en grâce en France et fit, avec le titre de colonel, la campagne de 1651 à 1654 en Lorraine et en Picardie.
À la suite de cette campagne, il se retira dans ses terres de Bosc Féret au Thuit-de-l'Oison et y écrivit ses Mémoires. Cet ouvrage intéressa le public si bien qu'en 1807, puis en 1857, on les publia. Historiquement importantes, ces mémoires sont réédités en 1990.

## Source
- Nouveau Larousse Illustré ; Dictionnaire Universel encyclopédique, publié sous la direction de Claude Augé, deuxième tome (de Belloc à Ch), édition année 1900.